# Känguruschwanzsuppe
Känguruschwanzsuppe ist ein klare, braune Kraftbrühe aus den Schwänzen der Kängurus, wird aber auch als gebundene Suppe hergestellt.
Die australische Küche, welche stark von den Essgewohnheiten der britischen und dänischen Siedler geprägt wurde, kennt u. a. die Zubereitung der Känguruschwanzsuppe, die ähnlich der der Ochsenschwanzsuppe ist. Godfrey Charles Mundy, ein Offizier der britischen Armee und stellvertretender Generaladjutant der australischen Streitkräfte berichtete 1851 aus Sydney über eine Suppe von Schwänzen der Wallaby, eine kleinere Art der Kängurus. Känguruschwanzsuppe ist auch eine Delikatesse in Deutschland.
Es wird das dünne Ende des Känguruschwanzes verwendet, die Känguruschwänze werden in den Gelenken durchgeschnitten und mit Wurzelgemüse in Öl angebraten, dann wird mit Rotwein abgelöscht, mit Fond aufgefüllt und langsam gekocht. Die Brühe wird geklärt und mehrfach entfettet. Der gare Känguruschwanz wird ausgestochen, ausgelöst, entfettet, gepresst und abkühlen gelassen. Die Brühe wird passiert und mit Sherry abgeschmeckt, die Würfel von Känguruschwanzfleisch sowie gekochte Gemüsewürfel als Einlage gegeben.